# Rota fecal-oral
A rota fecal-oral, ou alternativamente, a rota oral-fecal, rota orofecal ou rota feco-oral é uma rota de transmissão de doenças, na qual estas são passadas quando patógenos em partículas fecais de um hospedeiro são introduzidas na cavidade oral de outro hospedeiro potencial.
Há usualmente passos intermediários, às vezes muitos deles. Dentre as causas mais comuns estão:
- água que teve contato com fezes e então é inadequadamente tratada antes de beber;
- comida que foi manuseada com fezes presentes;
- pobre tratamento de águas residuais juntamente com vetores de doenças como moscas-domésticas;
- limpeza pobre ou ausente após manusear fezes ou qualquer coisa que tenha estado em contato com elas;
- fetiches sexuais que envolvem fezes, conhecidos coletivamente como coprofilia (sua ingestão é conhecida como coprofagia)

Algumas das doenças que podem ser transmitidas via rota oral-fecal incluem:
- Giardíase[1]
- Hepatite A[2]
- Hepatite E[3]
- Rotavírus
- Shigelose (disenteria bacilar)[4]
- Febre tifoide[5]
- Infecções de Vibrio parahaemolyticus[6]
- Enterovírus, incluindo poliomielite
- Cólera
- Clostridium difficile
- Criptosporidíase
- Ascaridíase
- Cisticercose

A transmissão de Helicobacter pylori pela rota oral-fecal foi demonstrada em modelos murinos.